# Ferenc Bene
Ferenc Bene, född 17 december 1944 i Balatonújlak, död 27 februari 2006 i Budapest, var en ungersk fotbollsspelare.
Bene blev olympisk guldmedaljör i fotboll vid sommarspelen 1964 i Tokyo.